# Carrizozo
Carrizozo es un pueblo ubicado en el condado de Lincoln en el estado estadounidense de Nuevo México. En el Censo de 2010 tenía una población de 996 habitantes y una densidad poblacional de 45,99 personas por km².

## Geografía
Carrizozo se encuentra ubicado en las coordenadas 33°38′36″N 105°50′28″O / 33.64333, -105.84111. Según la Oficina del Censo de los Estados Unidos, Carrizozo tiene una superficie total de 21.66 km², de la cual 21.66 km² corresponden a tierra firme y (0%) 0 km² es agua.

## Demografía
Según el censo de 2010, había 996 personas residiendo en Carrizozo. La densidad de población era de 45,99 hab./km². De los 996 habitantes, Carrizozo estaba compuesto por el 78.71% blancos, el 0.7% eran afroamericanos, el 2.61% eran amerindios, el 0% eran asiáticos, el 0% eran isleños del Pacífico, el 14.16% eran de otras razas y el 3.82% pertenecían a dos o más razas. Del total de la población el 43.57% eran hispanos o latinos de cualquier raza.